# ウルフ財団
ウルフ財団(Wolf Foundation)は、ドイツ出身のユダヤ系キューバ人発明家で元キューバの駐イスラエル大使であったリカルド・ウルフが1975年に設立したイスラエルの民間非営利組織である。

## リカルド・ウルフ
ウルフ財団の設立者リカルド・ウルフは、ドイツ出身のユダヤ系キューバ人であり、発明家、外交官、慈善家であった。長年の間、彼は溶解残渣から鉄を回収する方法について研究した。最終的には成功して、彼の発明は世界中の鉄工所で使用されるようになり、彼に富をもたらした。その財産を元に、ウルフは1975年にウルフ財団を設立した。

## 歴史と構造
財団は、ウルフ家から寄贈された1000万ドルの初期資金をもって1976年に活動を開始した。主要な寄付者は、リカルド・ウルフとその妻のフランシスカだった。発明で得られる毎年の対価は賞や学問、財団の運営のために用いられた。
財団はイスラエルで民間非営利組織としての認可を取得し、税金が免除された。その目的や賞の運営の詳細、財団の手続きは、"Wolf Foundation Law-1975"に基づいている。上記の規則に基づき、イスラエルの文部科学大臣が評議会の議長を務めている。
財団の理事、評議員、賞の選考員、監査役は、基本的に無償で働いている。

## 目的
ウルフ財団の目的は以下のとおりである。
1. 人類にとって優れた業績を残した科学者や芸術家を表彰する。賞は、国籍、人種、宗教、性、政治的主張に関係なく授与される。
2. 学生や院生に奨学金を与え、またイスラエルの高等教育機関の研究所で働く研究者に研究費を与える。

## ウルフ賞
ウルフ賞はウルフ財団より授与される。この賞は、1978年から毎年与えられている。賞金は10万ドルである。農業、化学、数学、医学、物理学、芸術の6部門があり、芸術部門では、建築、音楽、絵画、彫刻の分野から順番に受賞している。物理学等の分野では、ウルフ賞はしばしばノーベル賞の前哨戦と言われる。